# Lake Georgina
Der Lake Georgina ist ein See im Selwyn District der Region Canterbury auf der Südinsel von Neuseeland.

## Geographie
Der Lake Georgina befindet sich rund 1,8 km nordöstlich des südlichen Teil des Lake Coleridge und direkt östlich angrenzend an den Kaka Hill. Der See, der auf einer Höhe von 542 m anzutreffen ist, erstreckt sich mit einer Fläche von 18,2 Hektar über eine Länge von rund 750 m in Nord-Süd-Richtung und misst an seiner breitesten Stelle rund 340 m in Ost-West-Richtung. Der Umfang des Sees beträgt rund 2 km.
Gespeist wird der Lake Georgina von Süden und von Nordnordosten über zwei kleine Bäche, wohingegen die Entwässerung des Sees an seinem nordnordwestlichen Ende über einen unbenannten Bach in den Scamander Stream stattfindet, der seinerseits nach rund 1,5 km weiter westlich in den Lake Coleridge mündet.